# Tamara Ivanovna Alëšina
Tamara Ivanovna Alёsina (Pietrogrado, 10 maggio 1919 – San Pietroburgo, 21 settembre 1999) è stata un'attrice sovietica.

## Biografia
Diplomata all'Istituto statale del teatro di Leningrado, lavorò come attrice nel teatro Puškin costantemente dal 1940 al 1995, interpretandovi i ruoli più diversi. 
Nell'arco di più di quarant'anni interpretò una ventina di film, sia per il cinema che per la televisione. Nel 1957 ottenne il titolo di artista onorata della RSFSR. Sposata con il popolare attore Juri Vladimirovič Tolubeev (1906-1979), ebbe il figlio Andrej (1945-2008), anch'egli divenuto in patria un noto attore.
Deceduta a San Pietroburgo nel 1999, è sepolta nel cimitero Volkovskoe.

## Filmografia parziale
- Prijateli, 1940
- Natascia, 1941
- Моrskoj batal'on, 1944

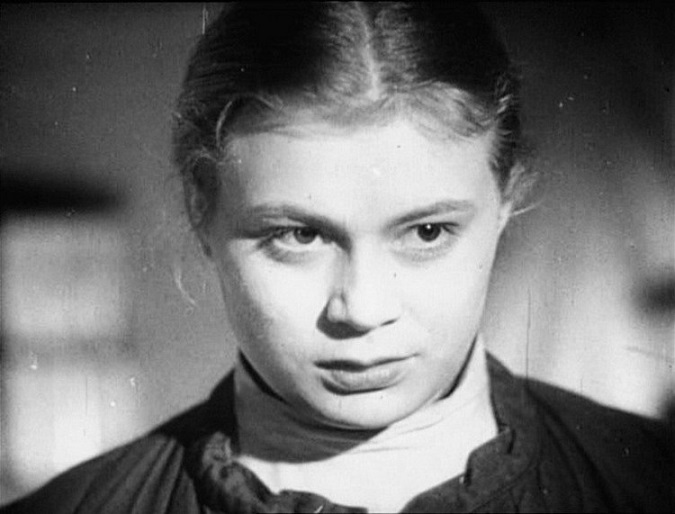
Tamara Alëšina in Natascia

- Squadriglia di donne (Nebesnyj tichochod), 1945
- Аlёšа pticyn vyrabatyvaet chаrakter, 1953
- Michail Lomonosov, 1955
- Таlanty i poklonniki, 1955
- Оdna noč', 1956
- Priklyčenija Аrtёmki, 1956
- Lastoča, 1957
- Povest' našich dnej, 1958
- Samolёt uchodit v 9, 1960
- Оčаrovannyj strannik, 1963
- Deti Vanjušina, 1964
- Starye druz'ja, 1965
- Famil'naja relikvija, 1981